# Port Orange
Port Orange è un comune (city) degli Stati Uniti d'America, nella Contea di Volusia, nello Stato della Florida.
La città, è il centro balneare principale della Halifax Area, altrimenti detta Daytona, nonché della cosiddetta "Fun Coast".